# Tuséti Nemzeti Park
A Tuséti Nemzeti Park (grúzul: თუშეთის ეროვნული პარკი) Északkelet-Grúziában fekvő nemzeti park. Egyike annak a nyolc védett területnek, amelyet a grúz parlament jóváhagyásával hoztak létre 2003. április 22-én.
A park legfontosabb állatfajai az anatóliai leopárd, a barna medve, a zerge, a szirti sas, a szakállas saskeselyű, a hiúz, a vadkecske és a szürke farkas. A parkot a Budget Travel 2011-ben a „12 legjobb hely, amelyről soha nem hallottál” című összeállításában is szerepeltette, nemcsak gazdag biológiai sokfélesége, hanem csodálatos tájai, falucskái, régi védelmi tornyai, konyhája és népi kultúrája miatt is ajánlott turisztikai célpontnak tartják.

## Földrajza
A nemzeti park az ország északkeleti részén, Tuséti régiójában fekszik. 205 kilométerre található az ország fővárosától, Tbiliszitől, az Alvani útvonal pedig 120 kilométerre fekszik. A 85 kilométer hosszú Omalo és Alvani közti út nehéz terepen halad, és nehezen lehet közlekedni rajta, így a vidék igen elszigetelt. A Tusheti parkjainak és rezervátumainak látogatóközpontja a Nagy-Kaukázus fő vízválasztó hegygerincétől 85 kilométere található Omalo faluban található. A tájat a Kaukázusra jellemző vegyes lombú erdők borítják.
A park hivatalos területe 1276,43 km2, amely 900 és 4800 méter közötti magasságtartományban helyezkedik el. A park adminisztrációjának fő feladata a park védettségének biztosítása,az ökoturizmus ösztönzése, valamint a növény- és állatvilág megőrzése, egyidejűleg támogatva az 50 itt élő, nomád pásztorkodással foglalkozó közösség érdekeit, és a kapcsolódó történelmi emlékek megőrzését.

## Galéria

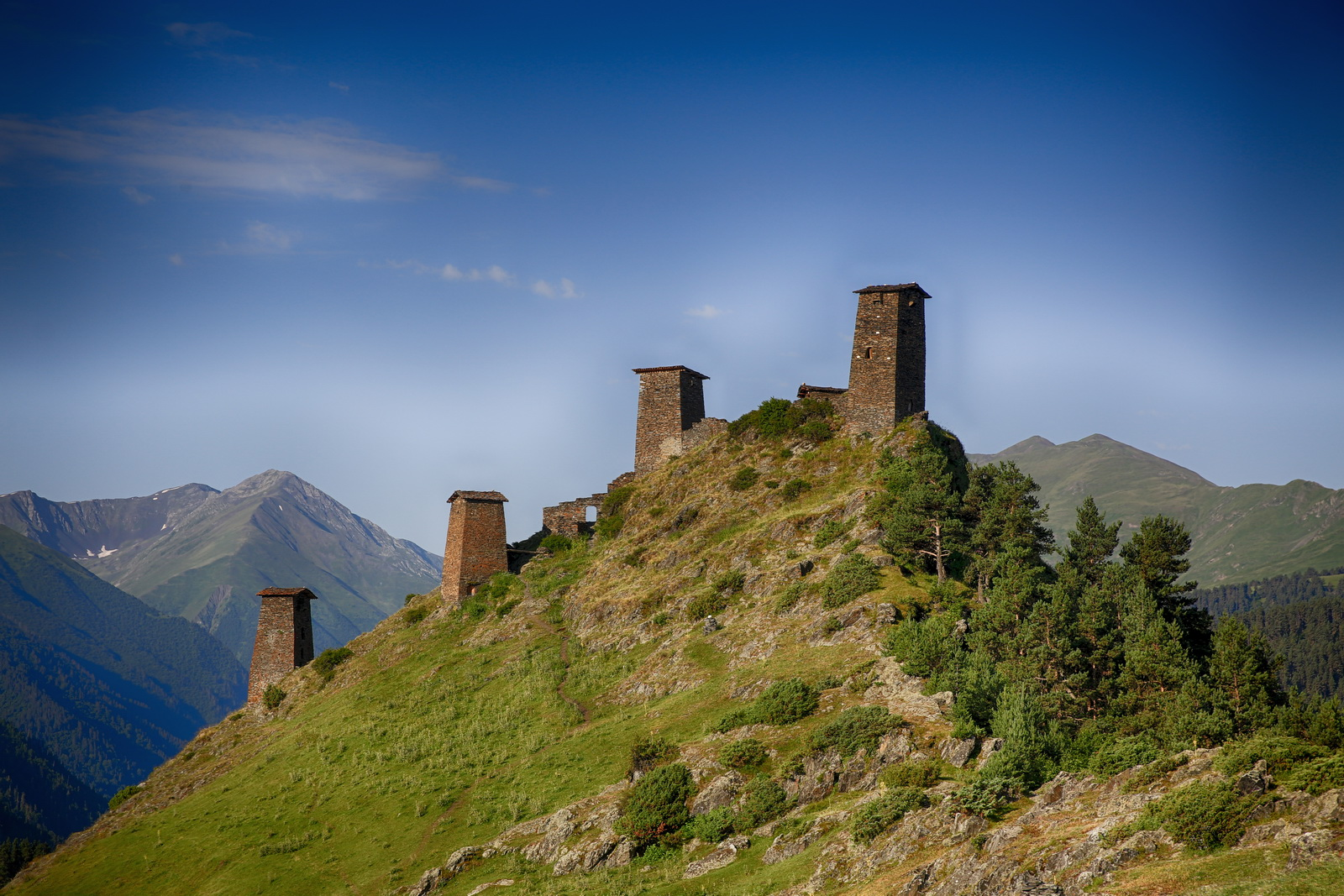
Ősi őrtornyok
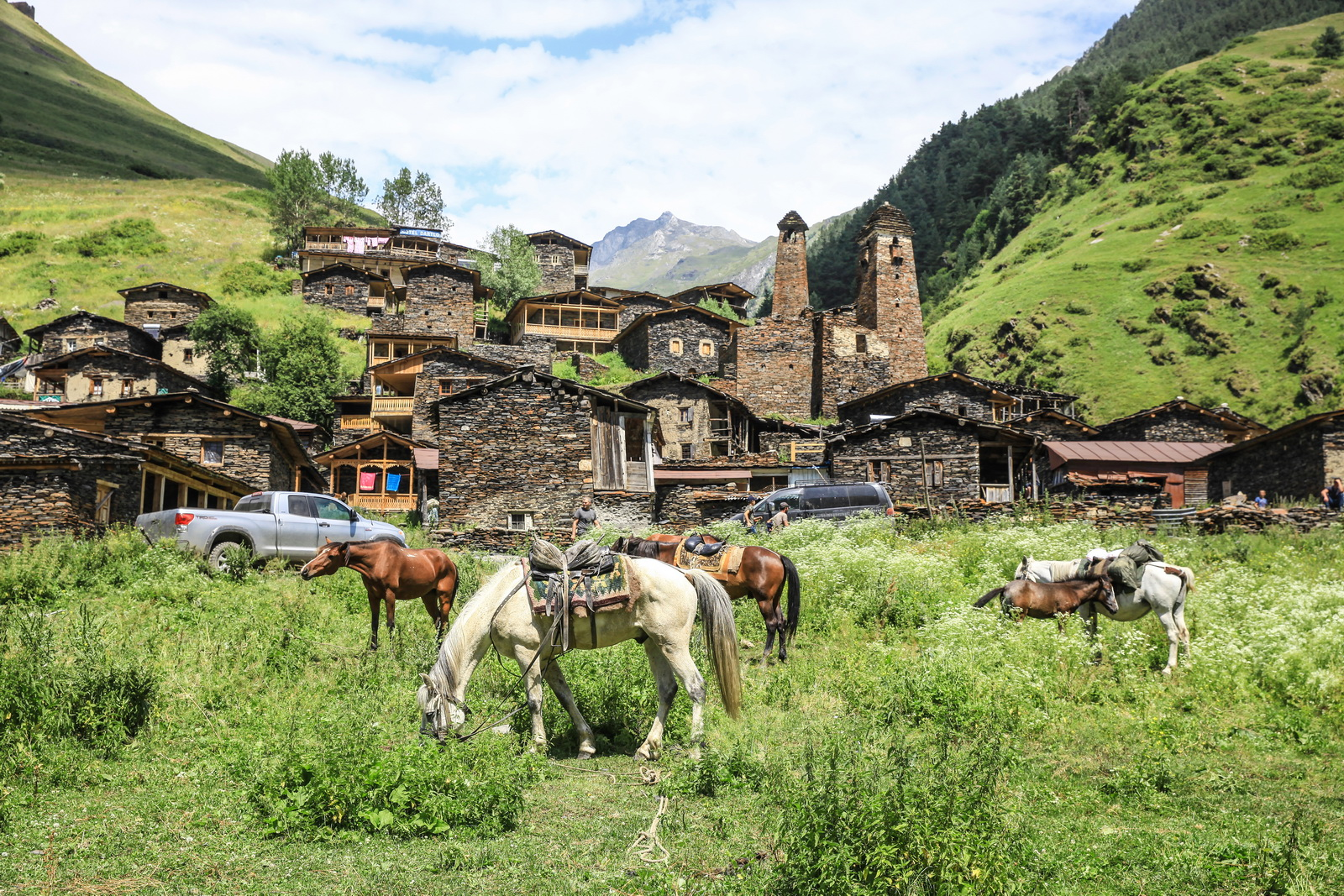
Hagyományos település a nemzeti park területén
Erődített hegygerinc
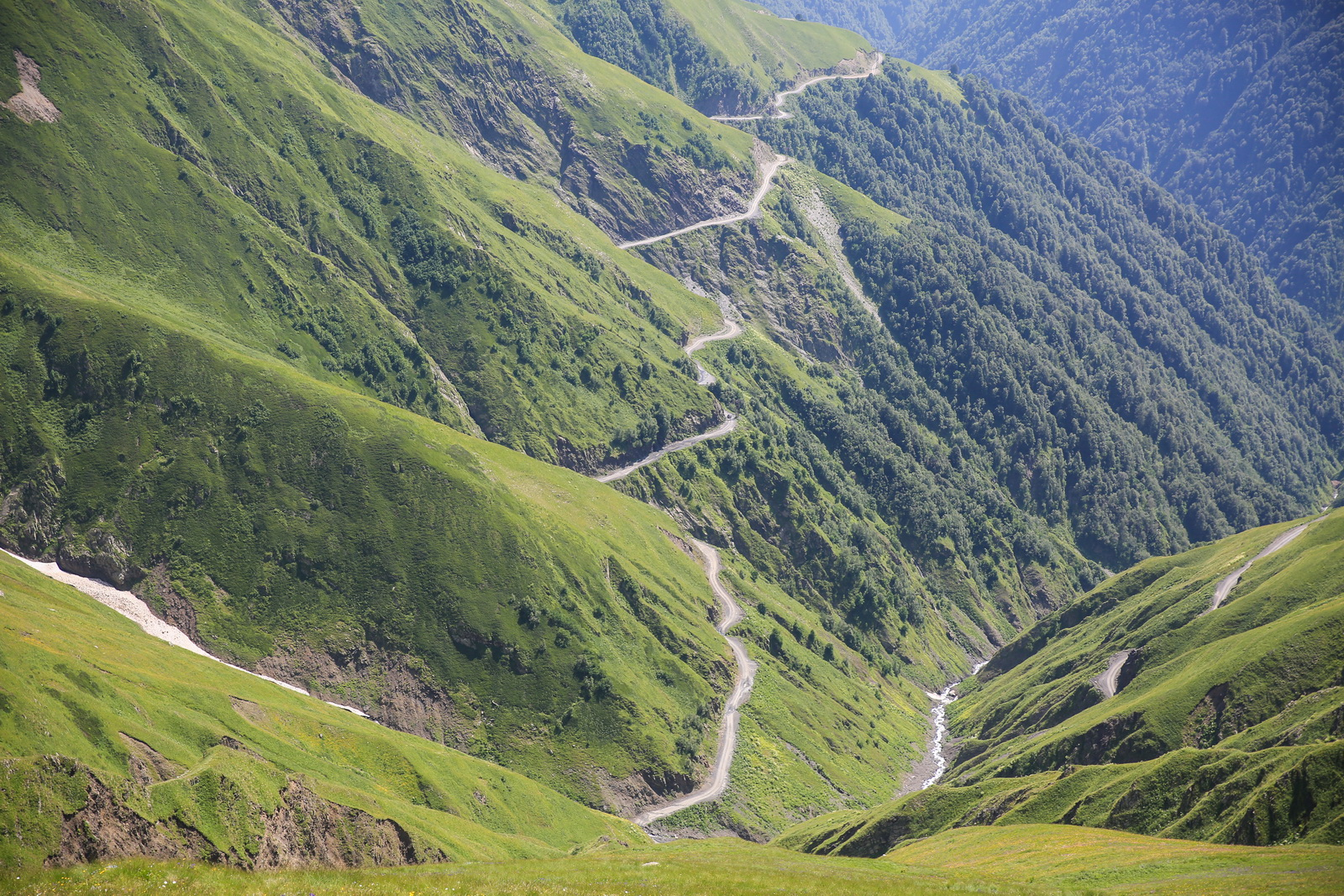
A területre vezető egyetlen út
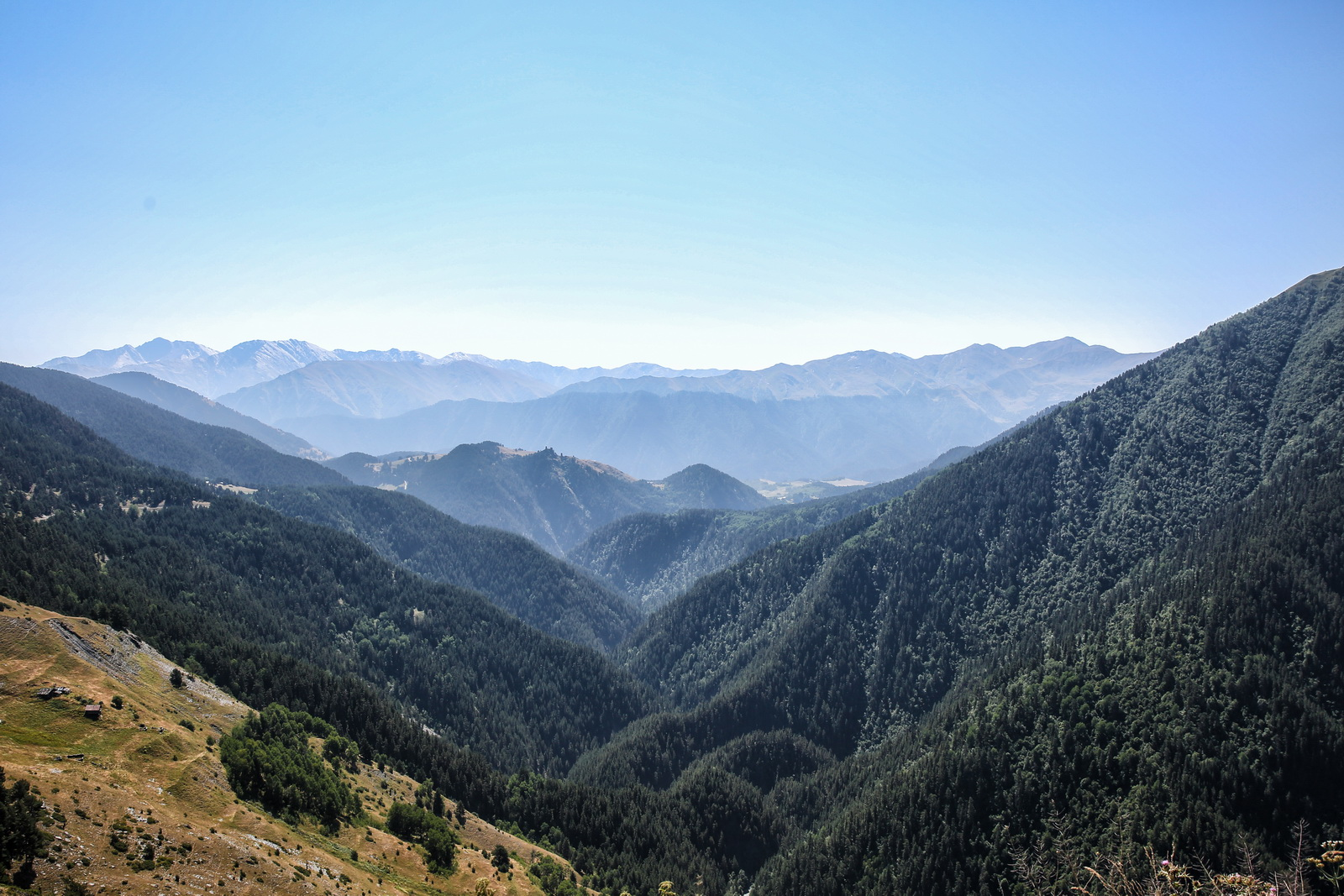
A területet borító erdő
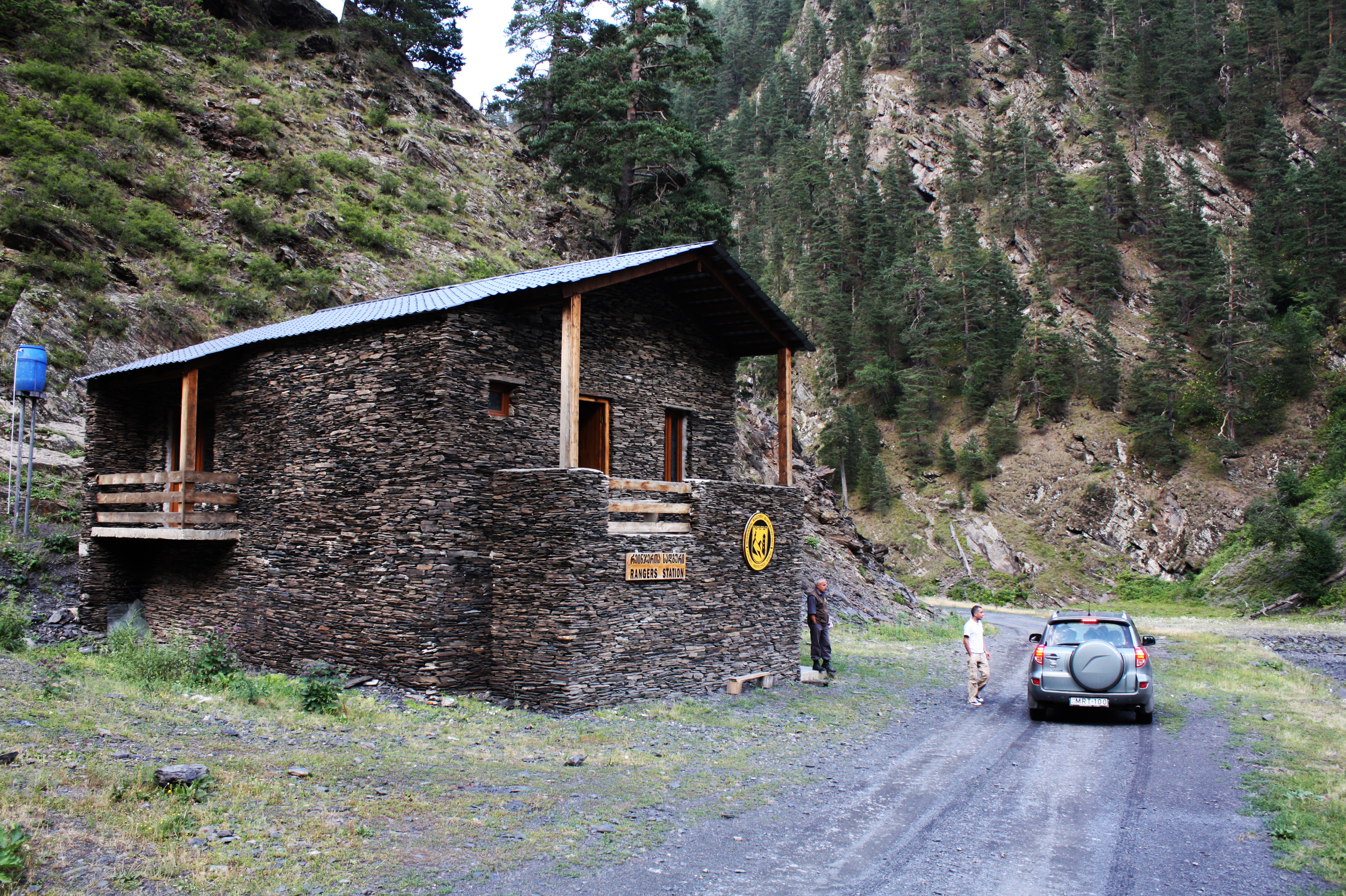
A helyi vadőrállomás

## Fordítás
- Ez a szócikk részben vagy egészben  a   Tusheti National Park című angol Wikipédia-szócikk ezen változatának fordításán alapul.  Az eredeti cikk szerkesztőit annak laptörténete sorolja fel. Ez a jelzés csupán a megfogalmazás eredetét és a szerzői jogokat jelzi, nem szolgál a cikkben szereplő információk forrásmegjelöléseként.